# 索洛圖恩S-18/100步槍

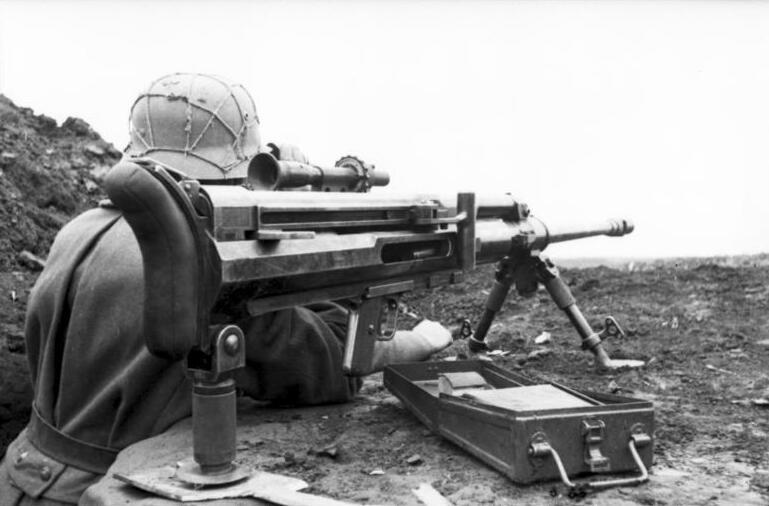
二戰德軍使用索洛圖恩S-18/100步槍

索洛圖恩S-18/100步槍（德語：Soloturn S-18/100）是一種二戰德軍半自動反器材步槍，20mm口徑，使用S 18-350高射炮的子彈，以側面彈匣供彈10發，最初原型來自戰前愛沙尼亞的索洛圖恩工廠，對於較弱國家提供一種抗擊裝甲車甚至坦克的武器。1940年3月起瑞士購入了12挺S-18/100，開始廣為人知，並開始有報告出現在冬季戰爭戰場上，後蘇聯也佔領該廠後取得生產，並配發多國。
其在100公尺內入射角60度內，能射穿20mm裝甲，500公尺外也能射穿16mm裝甲。但是空枪状态下就有45公斤重量，加上1.76米的長度使得步兵很難快速部屬，最后更多士兵選擇了更輕便的sPzB 41反坦克步槍。

## 流行文化

### 電子遊戲
- 應徵入伍

## 服役國
- 爱沙尼亚[1]
- 芬兰[2]
- 荷蘭[來源請求]
- 德意志國[來源請求]
- 匈牙利[來源請求]
- 意大利[來源請求]
- 瑞士[來源請求]
- 保加利亞[3]